# Modus (serie televisiva)
Modus è una serie televisiva svedese trasmessa dal 23 settembre 2015 al 19 giugno 2017 sul canale TV4.
La serie è tratta dal libro Frukta Inte della scrittrice e avvocato Anne Holt.
Il 5 novembre 2015, TV4 ha rinnovato la serie per una seconda stagione che è andata in onda dal 2 novembre al 14 dicembre 2017.
In Italia, la serie è andata in onda dal 4 aprile 2017 al 27 febbraio 2018 sul canale a pagamento di Sky, La EFFE. Nella Svizzera Italiana, viene trasmessa in chiaro dal 21 gennaio 2018 su RSI LA1.

## Trama
La serie racconta le vicende di Inger Johanne Vik, psicologa e criminologa svedese che dopo aver lavorato nella polizia svedese e negli Stati Uniti per l'FBI, torna in Svezia per lavorare nel mondo accademico. 
Ha due figlie, di cui la maggiore Stina è autistica. Un giorno, al ricevimento di nozze di sua zia, Stina diventa involontariamente testimone di un omicidio, ma sorprendentemente l'assassino le salva la vita senza che nessuno identifichi la sua identità. Per proteggere la figlia, Inger si rivolge all'ex collega e ispettore Ingvar Nyman per dare la caccia a quello che si rivela essere un serial killer che lavora per una setta religiosa statunitense.

## Episodi
| Stagione         | Episodi | Prima TV Svezia | Prima TV Italia |
| ---------------- | ------- | --------------- | --------------- |
| Prima stagione   | 8       | 2015            | 2017            |
| Seconda stagione | 8       | 2017            | 2018            |

## Personaggi e interpreti
- Inger Johanne Vik, interpretata da Melinda Kinnaman
- Ingvar Nymann, interpretato da Henrik Norlén
- Richard Forrester, interpretato da Marek Oravec
- Isak Aronson, interpretato da Simon J. Berger
- Stina Vik, interpretata da Esmeralda Struwe
- Linnéa Vik, interpretata da Lily Wahlsten
- Erik Lindgren, interpretato da Krister Henriksson
- Elisabeth Lindgren, interpretata da Cecilia Nilsson
- Lukas Lindgren, interpretato da Johan Widerberg
- Astrid Friberg, interpretata da Ellen Mattsson
- Markus Ståhl, interpretato da Magnus Roosmann
- Rolf Ljungberg, interpretato da Peter Jöback
- Sophie Dahlberg, interpretata da Josefine Tengblad
- Isabella Levin, interpretata da Julia Dufvenius
- Kerstin Vik, interpretato da Siw Erixon
- Lennart Carlsson, interpretato da Simon Norrthon
- Patricia Green, interpretata da Liv Mjönes
- Ulrika Sjöberg, interpretata da Alexandra Rapaport
- Viveka Wallin, interpretata da Suzanne Reuter
- Hedvig Nyström, interpretata da Annika Hallin
- Alfred Nyman, interpretato da Björn Andersson
- Gunilla Larsson, interpretata da Anki Lidén
- Hasse, interpretato da Per Ragnar
- Marianne Larsson, interpretata da Eva Melander
- Elsa, interpretata da Chatarina Larsson
- Tobias Faber, interpretato da Mårten Klingberg